# Hamilton Grange National Memorial
Das Hamilton Grange National Memorial ist das letzte Haus, in dem Alexander Hamilton, einer der Gründerväter der Vereinigten Staaten, Anfang des 19. Jahrhunderts lebte. Es befindet sich in St. Nicholas Park, New York City und wird vom National Park Service verwaltet.

## Geschichte
Alexander Hamilton wurde in der Karibik geboren und wuchs dort auf. Im Alter von 17 Jahren kam er 1772 nach New York, um am King’s College (heute Columbia University) zu studieren. Während seiner Karriere war Hamilton Offizier, Rechtsanwalt, Mitglied der United States Constitutional Convention, amerikanischer Staatsmann und der erste Finanzminister der Vereinigten Staaten.

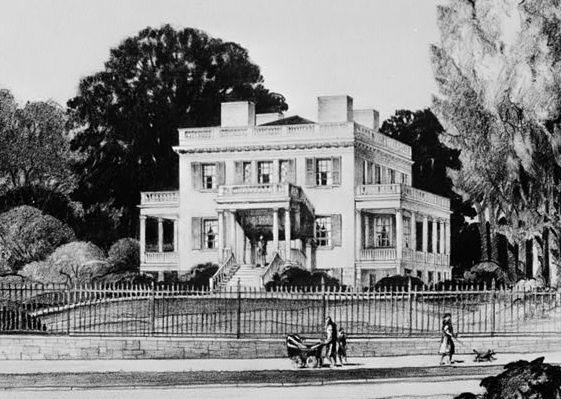
Zeichnung von „The Grange“ vor 1889.

Hamilton beauftragte den Architekten John McComb Jr. mit dem Bau eines Landhauses auf seinem 130.000 m² großen Grundstück in Upper Manhattan. Das zweistöckige Federal-Style-Haus wurde 1802 fertiggestellt, zwei Jahre bevor Hamilton bei einem Duell mit seinem politischen Rivalen Aaron Burr am 11. Juli 1804 ums Leben kam. Das Haus wurde, nach dem Anwesen seines Großvaters in Schottland, „The Grange“ benannt. Hamiltons Mutter, Rachel Faucett Lavien, lebte dort eine Zeit lang und wurde auf einem Grundstück mit dem Namen Grange auf der Insel Saint Croix beerdigt. The Grange war das einzige Haus, das Hamilton besaß, und es blieb nach seinem Tod noch 30 Jahre lang im Besitz seiner Familie.
Das Harlemer Stadtviertel Hamilton Heights wurde nach Hamilton benannt.

## Erster Standortwechsel
Im Jahr 1889 beschloss die Gemeinde der St. Luke's Episcopal Church in Greenwich Village nach Harlem umzuziehen und erwarb Ländereien in Hamilton Heights, zu denen auch The Grange gehörte. Sie versetzten das Haus vier Blöcke nach Westen zur Adresse 287 Convent Avenue, um Platz für den Bau von profitablen Reihenhäusern zu schaffen. Die Treppe wurde entfernt und für einen provisorischen Eingang an der Seite des Hauses umgebaut. Der originale Eingang wurde zugenagelt.
St. Lukes nutzte das Haus für seine Gemeindearbeit und errichtete nebenan von 1892 bis 1895 ein neuromanisches Gebäude. Da das Gebäude nun zwischen der Kirche und dem sechsstöckigen Appartementhaus „eingeklemmt“ war, waren viele Besonderheiten des Hauses nicht mehr zu sehen.
Das Gebäude wurde am 19. Dezember 1960 zur National Historic Landmark ernannt und am 27. April 1962 genehmigte der Kongress die Ernennung zum National Memorial. Zu der Zeit stellte man fest, dass der eingeengte Standort an der Convent Avenue eines National Memorial unwürdig war und dass das Landhaus als freistehendes Gebäude gezeigt werden müsste. Allerdings wurde das Gebäude 1962 nicht versetzt, da es eine überwältigende lokale Opposition gegen den Umzug gab. The Grange wurde am 15. Oktober 1966 verwaltungstechnisch in das National Register of Historic Places aufgenommen.

## Zweiter Standortwechsel
Am 9. Mai 2006 wurde das Hamilton Grange Memorial für die Öffentlichkeit geschlossen, um umfangreiche architektonische und strukturelle Untersuchungen zu ermöglichen, die für die geplante Versetzung des Gebäudes in den naheliegenden St. Nicholas Park notwendig waren. An diesem für eine Gedenkstätte würdigeren Standort ist es möglich, Besonderheiten des Hauses zu restaurieren, die beim Umzug 1899 verloren gegangen waren. Der neue Standort liegt auch noch in der Nachbarschaft des früheren Standortes und befindet sich innerhalb der Grenze von Hamiltons ursprünglichen 130.000 m² großen Anwesens.
Die Arbeiten begannen im Februar 2008 mit dem Entfernen von Bäumen und dem Bau des Fundaments. Das Gebäude wurde dann in einem Stück über die Loggia der St. Luke's Church auf die Convent Avenue gehoben. Dort wurde das Haus in der Straßenmitte auf speziell angefertigten, 3 Meter hohen Stützen platziert und der Verkehr wurde um das Haus herumgeleitet. Am 7. Juni 2008 war der Umzug an den neuen Standort vollendet. Das 6-stündige Ereignis war eine große Attraktion, über die umfangreich in der Presse berichtet wurde.
Nach der Verankerung des Hauses auf dem neuen Fundament wurden die originale Veranda und der ehemalige Eingangsbereiches wiederhergestellt. Der Außenbereich wurde mit Baumpflanzungen, einer Steinmauer und Wegen gestaltet. Seit September 2011 ist das Gebäude wieder für die Öffentlichkeit zugänglich.
The Grange steht neben dem City College der City University of New York.